# Rhopalocladius himalayae
Rhopalocladius himalayae är en tvåvingeart som först beskrevs av Jean-Jacques Kieffer 1911.  Rhopalocladius himalayae ingår i släktet Rhopalocladius och familjen fjädermyggor. Inga underarter finns listade i Catalogue of Life.